# مسرح ديفيس
مسرح ديفيس ، المعروف في الأصل باسم مسرح بيرشينج ، هو مسرح تمثيلي يتم تشغيله الاول ويقع في حي ليكولن سكوير في شيكاغو . تم بناء المسرح عام 1918، وعمل بقدرات مختلفة عبر تاريخه، حيث عرض الافلام الصامتة ، ،والفلام باللغة الامانية وأشكال مختلفة من الاداء المسرحي. في عام 1999، كان من المقرر هدم ديفيس لبناء شقق سكنية، ولكن تم إلغاء الخطط جزئيًا بسبب الاستجابة السلبية من المجتمع. إنها واحدة من دور السينما القليلة العاملة في شيكاغو. تم إدراج المبنى في السجل الوطني لالماكن التاريخية في عام 2016.

## تاريخ
تم بناء مسرح بيرشينج في عام 1918 وسمي على اسم جنرال الجيوش في الحرب العالمية الأولى ، جون بيرشينج .  يعتبر المسرح الوحيد المتبقي من خمسة مسرح تم بناؤه في ميدان لينكولن،  وواحد من مسارح الأحياء القليلة التي لا تزال تعمل في شيكاغو.  تم تصميم المبنى من قبل المهندس المعماري والتر دبليو أهلشلاغر ، الذي كان مسؤولاً أيضًا على تصميم المباني الشهيرة الأخرى مثل مبنى أبتاون برودواي في شيكاغو ومسرح روكسي في مدينة نيويورك . تم افتتاح بيرشينج لعرض الأفلام الصامتة، وكان أولها المدينة المحرمة ولاحقًا الزملاء أولا Pals First .  في ثلاثينيات القرن العشرين، تم تحويل المسرح لعرض البرامج الناطقة بتكلفة تبلغ حوالي 10000 دولار وتم تغيير اسمه إلى مسرح ديفيس.

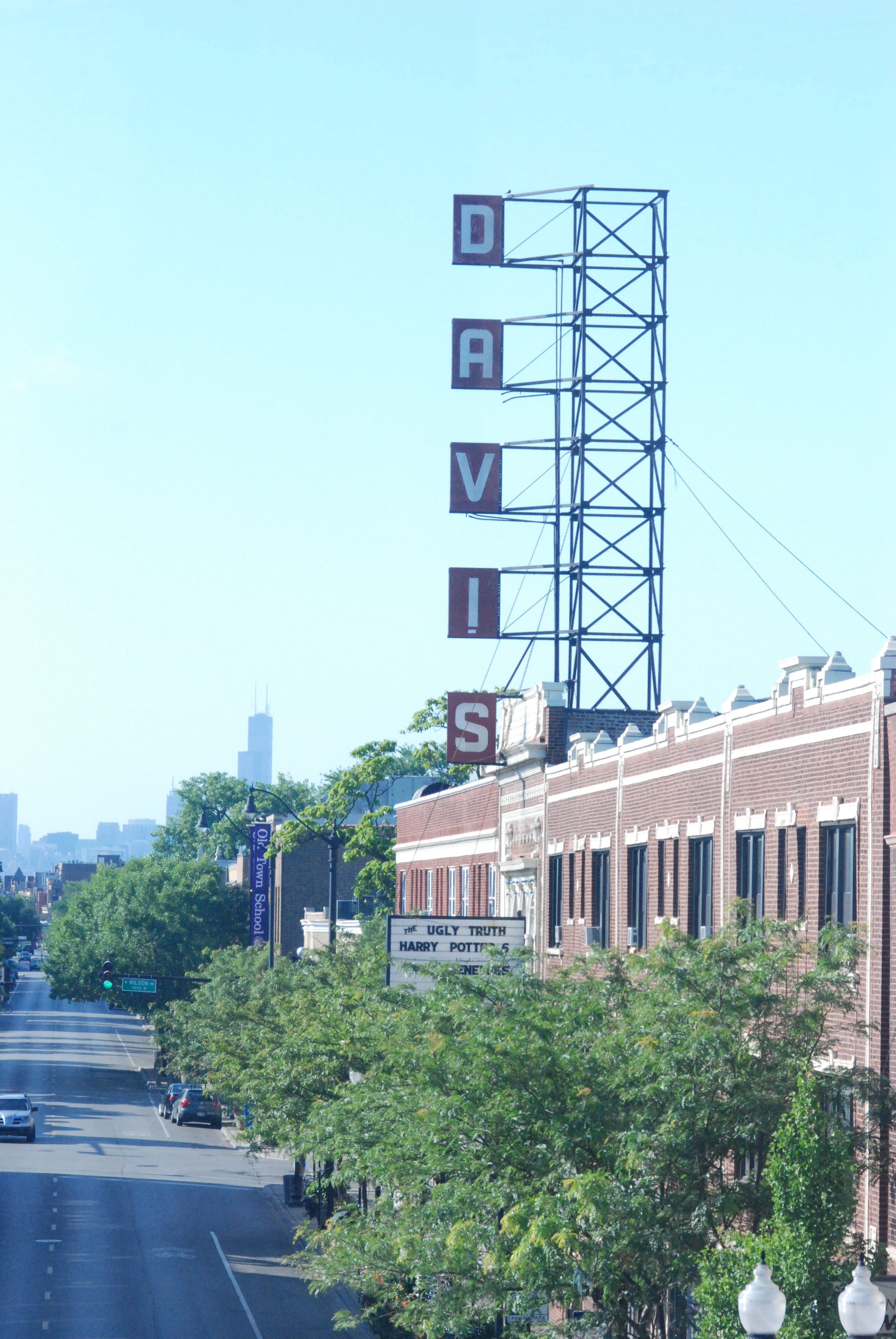
صورة لعلامة مسرح ديفيس، التي تواجه الجنوب الشرقي في شارع لينكولن